# Niklas Tarvajärvi
Niklas Tarvajärvi, född 13 mars 1983 i Tusby, är en finländsk före detta fotbollsspelare.
Tarvajärvi spelar som anfallare och har tidigare representerat bland annat Heerenveen och De Graafschap i Nederländerna och Jokerit och MyPa i Tipsligan. Tarvajärvis farfar var programledaren Niilo Tarvajärvi. 